# Tacuarí
Tacuarí (špa.: Río Tacuarí) je rijeka u Urugvaju. Djelomično prati granicu departmana Cerro Largo i Treinta y Tres. Rijeka je duga 230 km, a površina porječja iznosi 3,600 km2.
Rijeka se ulijeva u lagunu Mirim. Godine 2009. tamo je otkrivena dotad nepoznata vrsta ciklida - Gymnogeophagus tiraparae.